# Адриана Лима
Адриана Франческа Лима (на португалски: Adriana Francesca Lima, родена на 12 юни 1981 година в град Салвадор) е бразилски модел, известна като „Victoria's Secret Angel“ от 2000 г. и рекламно лице за „Maybelline cosmetics“ от 2003 до 2009 г. През 2012 г. тя стана четвъртият най-печеливш модел в класацията на Forbes, според която тя е спечелила $7.3 милиона за една година.
Адриана Лима участва, заедно със своя приятелка, на модно състезание, когато е на 13 години. И двете изпращат свои снимки, но накрая само Лима е одобрена. Така започва кариерата ѝ на модел, макар че тя самата никога не е смятала, че ще бъде модел. На 15 години (1996 година) побеждава в престижния конкурс „Форд супермодел на Бразилия“, организиран от Ford Models. По-късно същата година завършва втора на международния конкурс „Форд супермодел на света“.
Скоро след това Лима се премества в Ню Йорк и подписва договор с „Elite model“. Появява се на страниците на международните издания на списанията Vogue и Marie Clair (1997/98) и дефилира за Кристиан Лакроа, Валентино и др. Първият голям пробив на Адриана, обаче, идва след като се появява на билборд на Vassarette насред площад Таймс скуеър. Започва кариерата ѝ като модел за печатните медии и става рекламно лице на марката дрехи Guess.
Продължава да работи за известни марки като Maybelline, bebe и Mossimo и се появява на кориците и уводните статии на списания за висшата мода – Harper's Bazaar, ELLE. Вероятно е най-известна с работата си за Victoria's Secret, където има статут „ангел". Адриана за първи път озарява модния подиум на Victoria's Secret през 1999 година, а през 2003 година за първи път открива тяхното ежегодно модно шоу „Victoria's Secret Fashion Show 2003“. Тя е най-дълго работелият за компанията модел и е смятана за един от най-красивите „ангели“ на всички времена. Обявена е за най-ценен модел на 2017. Носи „the fantasy bra“ три пъти – през 2008, 2010 и 2014. Последното ѝ появяване на сцената на Victoria's Secret е през 2018, когато тя се сбогува с феновете. Адриана Лима е първият модел на компанията, увековечен с восъчна фигура в музея на Мадам Тюсо в Ню Йорк. Тоалетът на фигурата имитира този на Адриана на „Victoria's Secret fashion show 2013, Parisian nights“.
През 2001 година Лима участва във филмчето „The Follow“ от серията късометражни филми „The Hire“ на BMW. Във филма Клайв Оуен играе като детектив, нает да преследва героинята на Адриана, която е набедена в изневяра на нейния известен съпруг (Мики Рурк). Филмчето, заедно с надписите, има времетраене 8:47 мин.

## Личен живот
Адриана е имала връзки с известни личности, в това число и рок музиканта Лени Кравиц, с когото са разделени от 2003 година.
През април 2006 година в списанието GQ, Лима заявява, че следвайки католическите си религиозни убеждения, тя все още е девствена, добавяйки – „Сексът е за след брака. Мъжете трябва да уважават моя избор. Ако не го уважават, значи не ме желаят.“
През 2008 г. бразилката се сгодява за сръбския баскетболист Марко Ярич. Връзката на двамата влюбени започва девет месеца по-рано. През 2009 година, в деня на влюбените – Свети Валентин, двамата се женят. На 15 ноември същата година тя ражда момиченце на име Валентина Лима Ярич. Три години по-късно, тя ражда второ момиченце на 13 септември 2012 г. Бебето се казва Сиена. Лима обявява раздялата си с баскетболиста през 2014, но официалния развод е през 2016..

## Цитати
| „ | Да си модел е мъчна работа, колегите ти са и твои конкуренти. Това наистина разваля отношенията ти с другите момичета. | “ |

| „ | Модата излъчва положителна енергия. Излъчва емоции. Това се опитвам да предам на хората – положителна енергия и положителни емоции. | “ |

| „ | Сексът е за след брака. Мъжете трябва да уважават моя избор. Ако не го уважават, значи не ме желаят. | “ |

| „ | В големите градове хората прекарват по-голямата част от времето си в мисли за работа и пари, не отдават достатъчно значение на приятелството и това е депресиращо. | “ |

| „ | Ако един ден имам дъщеря и тя иска да стане модел, никога не бих ѝ позволила! | “ |